# ヤニス・パパニコラウ
ヤニス・パパニコラウ（Giannis Papanikolaou, ギリシャ語: Γιάννης Παπανικολάου、1998年11月18日 - ）は、ギリシャ・アテネ出身のサッカー選手。チャイクル・リゼスポル所属。ポジションはMF。

## クラブ経歴
2017年、FCプラタニアスでプロデビューを果たすと、2019年6月11日、フリーでパニオニオスFCに加入し、1年契約を結んだ。
2020年8月11日、ポーランドのラクフ・チェンストホヴァに延長オプション付きの1年契約で移籍した。
2024年6月13日、チャイクル・リゼスポルに3年契約で移籍した。

## 代表経歴
2022年6月9日、UEFAネーションズリーグのキプロス代表戦にて、ギリシャ代表デビューを果たした。